# قاپاما
قاپاما (ارمنی: ղափամա; انگلیسی: Ghapama) غذایی ارمنی است که در تعطیلات و اعیاد مختلف خورده می‌شود.
برای تهیه این خوراک بعد از شستن کدو قسمت بالای آن را مثل درپوش بریده و داخل آن را خالی می‌کنند. برای پر کردن داخل این کدو از میوه‌های خشکی مثل سیب، آلو، زغال اخته، زردآلو، کشمش و همچنین برنج استفاده می‌شود. بعد از پر کردن کدو آن را در فر می‌گذارند تا زمانی که کدو نرم شود. در هنگام خوردن غذا روی آن شیر یا عسل ریخته می‌شود.